# The Rhythm of the Night (album)
The Rhythm of the Night è l'album di debutto della cantante eurodance italiana Corona.
È stato trainato da diversi singoli di successo: l'omonimo The Rhythm of the Night, Baby Baby, Try Me Out e I Don't Wanna Be a Star, oltre a un megamix di tutti i singoli pubblicati.

## Tracce
CD (ZYX 20349-2 / EAN 0090204342228)
1. Baby Baby – 3:45
2. Try Me Out – 3:24
3. Get Up and Boogie – 3:13
4. I Don't Wanna Be a Star – 3:15
5. I Want Your Love – 3:42
6. In the Name of Love – 3:38
7. I Gotta Keep Dancin' – 3:35
8. The Rhythm of the Night – 4:20
9. Baby I Need Your Love – 4:09
10. Don't Go Breaking My Heart – 3:17
11. When I Give My Love – 3:30
12. Do You Want Me – 3:28
13. You Gotta Be Movin' – 5:26
14. The Rhythm of the Night (Rapino Bros 7" Single) – 3:40
15. Baby Baby (Dancing Divaz Club Mix) – 6:07
16. The Rhythm of the Night (Lee Marrow Space Mix) – 6:29 – duetto con Ice MC

## Classifiche
| Classifica (1994) | Posizione raggiunta |
| ----------------- | ------------------- |
| Australia         | 10                  |
| Regno Unito       | 18                  |
| Finlandia         | 30                  |
| Svizzera          | 35                  |